# Lenguas kazajo-nogayas
Las lenguas kazajo-nogayas, también conocidas como lenguas Kipchak meridionales o lenguas túrquicas Aral-Caspio, son uno de los tres grupos de lenguas túrquicas noroccidentales. El grupo consiste en cuatro lenguas habladas en Asia Central.

## Clasificación
Túrquico

   Lenguas túrquicas noroccidentales

    L. kazajo-nogayas

      Idioma kazajo

      Idioma kirguís

      Idioma karakalpako

      Idioma nogayo